# Llengües barbacoanes
Les llengües barbacoa o barbacoanes són un grup de llengües indígenes de Colòmbia i l'Equador, que constitueixen una família lingüística. En l'actualitat es continuen parlant cinc llengües barbacoanes: cha'palaachi (cayapa, chachi), tsáfiki (colorado, tsáchila), awá (Kuaiquer) i guambià de Colòmbia (Curnow y Liddicoat 1998). Entre totes elles sumen gairebé 50 mil parlants.

## Aspectes històrics, socials i culturals

### Llengües de la família i distribució
Les llengües barbacoanas ocupen en àrea relativament gran i fragmentada del sud de Colòmbia i les províncies costaneres de l'Equador. Existeixen actualment hi ha cinc llengües vives: cha'palaachi (o cayapa), tsáfiki (o colorado), awá pit (o cuaiquer), guambiano (o wam) i totoró:
- El cha'palaachi és parlat per uns 9.500 chachis o cayapas a la província d'Esmeraldas (Equador), prop del riu Cayapas.
- El tsáfiki és parlat pels tsáchila, que són uns dos mil i viuen als voltants de Santo Domingo (província de Santo Domingo de los Tsáchilas) i els Cha'pallachi en els cantons d'Esmeraldas, Eloy Alfaro, San Lorenzo i Muisne (província d'Esmeraldas), al nord-occident de l'Equador.
- L'Awá Pit és parlat pels awá que habiten a tots dos costats de la frontera entre Colòmbia (conca del riu Telembí, Ricaurte, Alataquer i Mallama) i l'Equador, en el vessant occidental dels Andes i la plana del Pacífic. Als awá se'ls ha conegut com telembíes, sidaguas, malles i kuaiquer. Vocabularis recopilats per viatgers i cronistes permeten afirmar que la llengua extinta dels indígenes pastos, que avui poblen Cumbal i la comarca d'Ipiales, estava estretament relacionada amb la llengua awá (awá pit).
- El guambià és parlat pels misak o guambians que viuen al nord-est de Popayán al departament del Cauca al sud-oest de Colòmbia i la seva llengua està estretament relacionada amb la Totoró i Polindara i amb l'extinta Coconuco.
- El totoró és parlat al resguard de Totoró, situat al nord-est de Popayán (Cauca, Colòmbia) i al sud de Silvia sobre la carretera de Popayán a la Plata. El totoró és una llengua moribunda, ja que dels 3.600 totorenys només quatre ancians eren fluents en la llengua en els anys 1990, encara que existeix un gran desig de recuperar la identitat cultural original i hi ha intents de recuperar la llengua.[1]

A més d'aquestes llengües es coneixen dades sobre algunes altres llengües extintes de la família barbacoana i altres grups ètnics les llengües dels quals possiblement també estaven emperentadas amb les llengües barbacoanas. Entre elles es troba:
- El pasto, parlat antigament pels pastos a la província equatoriana de Carchi i al departament colombià de Nariño, als voltants de les localitats de Tulcán e Ipiales. El muellamués, conegut per una breu llista de vocabulari, podria ser un dialecte del pasto.
- El cara parlat fins al segle xviii pels caranquis i possiblement per alguns shyris, al nord de la ciutat de Quito. La seva filiació amb les llengües barbacoanes és més insegura que la del pasto.
- L'ètnia sindagua podria ser l'antecessora dels moderns awá i, per tant, la seva llengua seria una forma antiga d'awá pit.
- Els barbacoes del departament colombià de Nariño parlaven una llengua barbacoana probablement relacionada amb l'awá pit, el municipi de Barbacoas rep el seu nom aquesta ètnia.

## Classificació
L'afinitat de les llengües coconucanes (coconuco, guambiano, totoró), que formen un subgrup del barbacoà septentrional, va ser reconeguda per Brinton en 1891. Aquest encertat primerenc va ser enfosquit pel fet que Beuchat i Rivet (1910) van reclassificar les llengües coconucanes relacionant-les amb la veïna llengua páez i el paniquita, considerant que tots ells formaven part de la família txibtxa, mentre que la resta de llengües barbacoanes es va tractar dins d'una altra branca independent dins de la família txibtxa. Curnow (1998) veu com la font d'aquesta confusió una llista de vocabulari referida a la llengua "moguex" que en realitat contenia paraules guambianes i páez entremesclades per error. Aquest error de classificació va afectar els esquemes classificatoris posteriors Loukotka (1968), Greenberg (1987) i Kaufman (1990) fins que Adolfo Constenla Umaña (1991) va assenyalar les nombroses coincidències lèxiques entre el guambià i la resta de llengües barbacoanes. Prèviament, Adolfo Constenla Umaña (1981) havia rebutjat el parentiu entre les llengües txibtxa i les llengües coconucanes.
Un dels primers treballs comparatius sistemàtics de les llengües barbacoanes és el de Curnow i Liddicoat (1998), que va establir la família barbacoana sobre bases sòlides i va identificar les dues branques principals: el barbacoà sepntentrional (coconucà, awano) i el barbacoà meridional (tsáfiki, cha'palaachi). El grup meridional és bastant homogeni, mentre que el grup septentrional està una mica més diversificat. Un dels canvis o isoglosses que dona suport a aquesta divisió és el fet que les llengües septentrionals conserven les obstruents en posició final, que en el grup meridional s'han perdut per canvis fonètics.

### Classificació interna
Actualment es parlen unes cinc llengües barbacones, encara que es coneixen unes quantes més llengües extintes (marcades mitjançant el signe, †) que també haurien pertangut a la família, d'entre les llengües extintes la documentació existent d'algunes és tan escassa que el seu parentiu se sospita però no és segur (aquestes es marquen amb un interrogant,?):
I. Gruposeptentrional
A. Awà (Sindagua-Awa pit)
1. Awá Pit (també anomenat Cuaiquer, Coaiquer, Kwaiker, Awá, Awa, Telembí, Awa-Cuaiquer, Koaiker, Telembí) 22.000 parlants (1986-2007)
2. Sindagua (†)
3. Barbacoa (†)
4. Pasto-Muellama
- Pasto [?] (també anomenat Past Awá) (†, s. XVII)
- Muellama [?] (també anomenat Muellamués, Muelyama) (†, s. XIX)

B. Coconucà (també anomenat Guambià-Totoró)
5. Guambià (també anomenat Mogües, Moguez, Mogés, Wam, Misak, Guambià-Moguez, Wambiano-Mogés, Moguex) 23.500 (2001)
6. Totoró (també anomenat Polindara) 4 (1998)
7. Coconuco (també anomenat Kokonuko, Cauca, Wanaka) (†)
II. Grup meridional
8. Caranqui [?] (també anomenat Cara, Kara, Karanki, Imbaya) (†, s. XVIII)
9. Cha'palaachi (també anomenat Cayapa, Chachi, Kayapa, Nigua, Cha’pallachi) 9.500 (2004)
10. Tsáfiki (també anomenat Tsáfiqui, Colorado, Tsáchela, Tsáchila, Campaz, Colima) 2.300 (2000)
El pasto, el muellama, el coconuco i el caranqui actualment estan extints. Encara que el pasto i el muellama usualment es classifiquen com a llengües barbacoanes, l'evidència actualment disponible és feble i la hipòtesi de parentiu ha de ser investigada amb major profunditat. El muellama pot haver estat un dels últims dialectes supervivents del pasto, i es coneix per una breu llista de vocabulari recollida durant el segle xix, que revela que era similar al modern awá pit.

### Relació amb altres llengües
Segons alguns lingüistes (Kaufman 1990, Greenberg 1987; Beuchat i Rivet 1910) la llengua nasa yuwe (o páez) forma, conjuntament amb aquesta família, un grup major, encara que agrupant el guambià i el nasa en un subgrup i en un altre l'awá, cha'pallachi i tsáfiqui.
També han estat proposades com a part d'aquesta família l'extinta llengua andaquí (Gordon 2005), el cofán (Beuchat i Rivet 1910), i fins i tot les llengües camsá i tinigua (extinta). D'altra banda es discuteix la hipòtesi segons la qual la família barbacoana pertanyen al macrofilum macro-txibtxa. I en la mateixa línia Greenberg integra al barbacoano en el grup paezano del macrofilum txibtxa-paez. Totes les propostes assenyalades són considerades per la majoria d'especialistes com altament especulatives.
Finalment, l'esmeraldeño comparteix un bon nombre de paraules amb el cha'palaachi i amb el tsáfiki, encara que amb tota probabilitat és el resultat de préstecs lèxics, ja que estructuralment l'esmeraldeño és molt diferent del barbacoà i la majoria de les seves paraules no guarden relació amb ell.

## Descripció lingüística
Actualment (2025), només es compta amb una gramàtica de referència per l'awá pit Pel guambià existeixen nombrosos estudis d'abast limitat. Pel tsáfiki y el cha'palaachi existeixen algunes primeres aproximacions a una gramàtica d'aquestes llengües. Almenys dos treballs han considerat la reconstrucció fonològica del proto-barbacoà.
Tipològicament les llengües barbacoanas estan més prop de les llengües andines centrals que de les llengües txibtxa. D'altra banda, la influència del quítxua al nord de l'Equador i sud de Colòmbia és relativament recent ja que es remunta només al segle XV. Per aquesta raó, les característiques andines de les llengües barbacoanes es deurien a contactes en un període anterior o a un parentiu llunyà amb algunes llengües andines.

### Fonètica
L'inventari consonàntic de diverses llengües ve dau per::
|           |           | Barbacoà septentrional | Barbacoà septentrional | Barbacoà meridional | Barbacoà meridional |
| Guambià   | Awá Pit   | Tsáfiki                | Cha'palaachi           |                     |                     |
| --------- | --------- | ---------------------- | ---------------------- | ------------------- | ------------------- |
| oclusiva  | sorda     | p t k                  | p t k                  | p t k ʔ             | p t k ʔ             |
| oclusiva  | sonora    |                        |                        | b d                 | b d dy g            |
| africada  | africada  | ¢ č č̣                  |                        | ¢                   | ¢ č                 |
| fricativa | sorda     | s š ṣ                  | s ɬ š                  | ɸ s x               | f s š x             |
| fricativa | sonora    |                        | z ž                    |                     | β                   |
| sonorant  | líquida   | l ly r                 | l                      | l r                 | l ly                |
| sonorant  | nasal     | m n ñ                  | m n                    | m n                 | m n ñ ŋ             |
| sonorant  | semivocal | w y                    | w y                    | w y                 | w y                 |
On per als fonemes s'ha emprat l'alfabet fonètic americanista: els signes /č̣, ṣ/ tenen articulació retroflexa, mentre que /č, š, ž, i, li, ñ/ tenen articulació palatal. L'inventari del proto-barbacoa és similar als inventaris anteriors:
|            | Labial | Alveolar | Alveolar | Palatal | Velar |
| central    | Labial | lateral  |          | Palatal | Velar |
| ---------- | ------ | -------- | -------- | ------- | ----- |
| Oclusiva   | *p     | *t       |          |         | *k    |
| Africada   |        | *¢       |          |         |       |
| Fricativa  | *ɸ     | *s       |          | *š      | *h    |
| Aproximant | *w     | *r       | *l       | *y      |       |
| Nasals     | *m     | *n       |          |         |       |
En la tabla anterior s'ha usat el signe /*h/ per l'equivalent AFI /x/.

### Gramàtica
El principal procediment morfològic usat en les llengües barbacoanas és la sufixació. Els prefixos apareixen només en cha'palaachi i en tsáfiki, però de manera bastant limitada. Les llengües barbacoanas tenen cas morfològic explícit amb alineament morfosintàctic de tipus nominatiu-acusatiu. El cas nominatiu es marca un al·lomorf zero, mentre que l'acusatiu es marca mitjançant un prefix quan l'objecte és definit o humà. En la majoria de casos les marques d'acusatiu també tenen funcions de locatiu, per la qual cosa aquestes marques procedeixen en realitat d'antigues postposicions. Curnow i Liddicoat emfatitzen que les marques d'acusatiu en les diferents llengües no són cognats, la qual cosa suggereix que són el resultat de desenvolupaments independents i relativament recents. Totes aquestes característiques són reminiscentes de la situació imperant en les llengües quítxues i les llengües aimara. Fins i tot la marca de locatiu-acusatiu -ta del awá pit és formalment similar al corresponent sufix en quítxua:
(Awa Pit) Pastu-ta [pastuɾa] 'a Pasto'
(Quechua) Pastu-ta
La marca de cas genitiu en awá pit coincideix amb els dialectes més conservadors del quítxua (on la marca és -p, -pa):
(Awa Pit) Santos-pa kužu
'el porc de Santos' (kužu embla un préstec de l'espanyol antic coche 'cochino').
D'altra banda, ha d'observar-se que les llengües barbaconas comparteixen nombroses característiques tipològiques amb les llengües txibtxa. Un exemple és l'existència de marcadors declaratius i interrogatius, marcats en la forma verbal. Les construccions que involucren verbs auxiliars i nominalitzacions són també comunes en guambià, tsáfiki i awá pit.
Encara que les llengües barbacoanes tipològicament són més pròximes a les llengües andines, comparteixen alguns trets tipològics interessants amb les llengües txitbtxa, com el posseir marques morfològiques per a diferenciar oracions declaratives d'interrogatives. Un tret propi de les llengües barbacoanes és la distinció sistemàtica en el verb entre formes de "parlant" (1a) i de "no parlant" (2a i 3a), més que la distinció típica en tres persones. Les distincions de número en el verb es restringeixen a les formes de "parlant". Tanmateix el guambià sí que distingeix tres persones, al mateix temps que usa les marques de parlant (-r) i no parlant (-n):
(1) na-pé empresa-yu kwaly-íp-ik ku-r
1ª-TO fábrica-LOC treballar-N-AJ.SG ser-HAB-SG
'Estic treballant a la fàbrica'
(2) na-m misák k-er
1ª-PL guambià ser-HAB-PL
'Nosaltres som guambians'

### Sintaxi
Totes les llengües barbacoanas tenen l'ordre sintàctic bàsic Subjecte Objecte Verb. Els modificadors (adjectius, adverbis) precedeixen als nuclis sintàctics als quals complementen.

### Comparació lèxica
Moore (1962) i Adolfo Constenla Umaña van examinar les correspondències entre el tsáfiki i el cha'palaachi. Adolfo Constenla Umaña va trobar un 57,8% de cognats compartits. La següent llista mostra una sèrie de cognats, incloent protoformas reconstruïdes (Curnow & Liddicoat, 1998):
| GLOSA              | Guambià | Totoró    | Awá pit | Cha'palaachi | Tsafiki | PROTO- BARBACOA |
| ------------------ | ------- | --------- | ------- | ------------ | ------- | --------------- |
| 'ser'              |         |           | i-      | i-           |         | *i-             |
| 'bufar'            | uta-    | otṣ-      | us-     |              |         | *ut-            |
| 'venir'            |         |           | a-      | ha-          | ha-     | *ha-            |
| 'cuinar'           |         |           | ay-     | (a-)         | ay-     | *ay-            |
| 'dacsa'            |         |           | piya    |              | piyo    | *piyo           |
| 'fer'              |         |           | ki-     | ki-          | ki-     | *ki-            |
| 'secar'            | pul     |           | pur     |              |         | *pur            |
| 'ull'              | kap     | kap(tṣul) | (kasu)  | ka(puka)     | ka(ʔka) | *kap            |
| 'femta'            |         |           | pi      | pe           | pe      | *pi             |
| 'flor'             | u       | o         | uš      |              |         | *uš             |
| 'boira'            | wañi    | wañi      | wañiš   |              |         | *wañiš          |
| 'alçar-se'         |         |           | kus-    | kuh          | kuʔpa   | *kus            |
| 'anar'             | i-      |           |         | hi-          | hi-     | *hi-            |
| 'pujar'            |         |           | nu-     | lu-          | ho-     | *lo             |
| 'pel'              |         |           | aš      |              | a       | *aš             |
| 'casa'             | ya      | ya        | (yal)   | iya          | ya      | *ya             |
| 'jo' (1p. sg.)     | na      | na        | na      |              | la      | *la             |
| 'tu' (2p. sg.)     | (ñi)    | (ñi)      | nu      | ñu           | nu      | *nu             |
| 'terra, territori' |         |           | su      | tu           | to      | *to             |
| 'allitar-se'       | ¢u      | ¢u        | tu      | ¢u           | ¢o      | *¢o             |
| 'escoltar'         |         |           | mina-   | meena-       |         | *miina          |
| 'poll'             | (mũi)   |           | muuŋ    | mu           | mu      | *mũũ            |
| 'boca'             |         |           | pit     | fiʔ(paki)    | ɸi(ʔki) | *ɸit            |
Els numerals comparats en diverses llengües barbacoanes són:
| GLOSSA | Septentrional | Septentrional | Meridional            | Meridional         | PROTO- BARBACOÀ | PROTO- ARU | PROTO- QUÍTXUA |
| GLOSSA | Awá Pit       | Guambià       | Cha’palaachi (Chachi) | Tsafiki (Colorado) | PROTO- BARBACOÀ | PROTO- ARU | PROTO- QUÍTXUA |
| ------ | ------------- | ------------- | --------------------- | ------------------ | --------------- | ---------- | -------------- |
| 1      | masa          | kan-tø        | maⁱn                  | mãŋ                | *man-           | *maya      | *suk           |
| 2      | pas           | paka-tø       | pálʸu                 | palú               | *palu           | *paya      | *iškay         |
| 3      | kutña         | pøn-tø        | péma                  | pe'mãŋ             | *pal+man        |            | *kimsa         |
| 4      | ampara        | pip-tø        | taa'palʸu             | humpálu            | *hum-pala       | *pusi      | *çusku         |
| 5      | akkwan        | tratrø-ka-tø  | mánda                 | mãnte              | *man-te         |            | *pichqa        |
| 6      | wak           |               | 5+1                   | (sta)              |                 |            | *suqta         |
| 7      | pikkam        |               | 5+2                   | (šiyéte)           |                 |            | *qançis        |
| 8      | itta          |               | 5+3                   | (ʔočo)             |                 |            | *pusaq         |
| 9      | twil          |               | 5+4                   | (nuwé)             |                 |            | *isqun         |
| 10     | pašiš         |               | páⁱtʸa                | (čuŋká)            | *pa¢-           |            | *çunka         |
Els termes entre parèntesis són préstecs del quítxua o del castellà.